# Готски оклоп
Готски оклоп (енгл. Gothic plate armour) је врста пуног оклопа који се користио у 15. веку у западној и средњој Европи.

## Развој
Пуни оклоп штитио је цело тело, а био је у употреби од 14. века. Настао је спајањем челичних плоча за поједина осетљива места (прса, врат, колена, лактови) у потпун плочаст оклоп, с неопходним прегибима око врата и средине тела, на рукама и ногама. Од тих оклопа најпознатији су готски и максимилијански.

## Карактеристике
Готски оклоп појавио се у 15. веку под утицајем готског стила у архитектури. Карактерише се шиљастим завршецима појединих делова (шлема, лактова, колена, обуће). Рукавице су са прстима или без њих. Шлем је у облику полулопте (solada) са спуштеним ободом и прорезом за гледање, или у облику лопте са ниским гребеном, плочом за заштиту лица (визир) с прорезима за гледање и деловима за заштиту браде (bart). Испод шлема носио се метални огртач за заштиту потиљка и рамена, који, постепено, прелази у панцирни (верижни) оковратник.
Крајем 15. века оклоп припадника ордонанс-компанија у Француској састојао се од међусобно спојених делова за груди и леђа, од трбушних обручева, делова за бутине и оковратника са нараменицама. Испод оклопа носила се верижна кошуља.